# 地球防衛軍5
『地球防衛軍5』（ちきゅうぼうえいぐんファイブ）は、サンドロットが制作してディースリー・パブリッシャーよりPlayStation 4用として2017年12月に発売されたゲームソフト。2019年7月にはSteamでWindows版が配信された。地球防衛軍シリーズのナンバリングタイトル第5作。

## 概要
THE 地球防衛軍とTHE 地球防衛軍2、前者2作品をベースとした地球防衛軍3と地球防衛軍4（4.1）は、それぞれが設定的に地続きだったが、本作は3以来に再び世界観が一新された。5での敵勢力は「プライマー」と呼称され、地球に宇宙から侵略者が出現するというストーリーは過去作と概ね一致するが、初代および3とは異なる新たなシナリオが展開される。続編の地球防衛軍6では、本作のエンディング後の荒廃した地球を舞台とする。
システムでは武器とは別に各兵科の能力を強化する補助装備や、武器の性能にグレードと言う細かい性能パラメータが設定された。グレードはレベルとは別に設定されており、同レベルの武器を拾った際に一部のグレードが高ければ該当のパラメータが上書きされる。また、射撃武器に距離減衰の概念が導入され、適正距離外だと威力が下がってしまう。プレイヤーのあたり判定とは別にアイテムの回収範囲が設定され、特定アクションや装備、ビークル搭乗時に拡大するようになる。
DLCでは、新たなミッションや武器が追加される。
2019年末に国内売上50万本を達成し、2022年8月には世界販売本数が100万本を突破した。

## 沿革
2016年9月6日、ディースリー・パブリッシャーは新作ゲームのカウントダウンサイトを開設した。サイトのJavaScriptファイルによれば、カウントダウン終了後のリダイレクト先として「edf5」の文字列が入ったURLへと飛ばされる仕組みであることがユーザーの間で判明した。カウントダウンの終了時刻は9月13日18時であったが、9月8日15時へと早まり、表示されていた画像が「THE ソース（こぼれた）」へと変更された。最終的にこのカウントダウンサイトで告知されたのは、「しあわせ荘の管理人さん。」と「スクールガールゾンビハンター」が東京ゲームショウ2016に出展することであった。
2016年9月13日、2016 PlayStation Press Conference in Japanにて、「地球防衛軍5」が2017年に発売されることを公表した。正式発表記念として地球防衛軍シリーズのLINEスタンプが配信開始された。当初、異星文明の名称は「イミグラント」としていたが、後に「プライマー」へ改められた。2017年3月10日、発売日は2017年夏と告知したものの、後にクオリティアップを図るため2017年内へと変更。最終的に同年12月7日となった。

## ストーリー
2022年、関東の都市部から少しだけ離れ、山を越えた荒野にある地下には「全地球防衛機構軍（EDF）」の基地が築かれていた。この第228駐屯基地には大量の武器や最新兵器が運び込まれており、地上施設だけをみれば基地にすら見えないが、地下には広大な格納倉庫が作られている。その中には、平和な日本には似つかわしくないとさえ思えるほどの、大量の武器弾薬や最新鋭の兵器が運び込まれ、紛争地域でも運用されているコンバットフレームと呼ばれる戦闘用歩行ビークルが数十台も空輸されていた。
第228駐屯基地の武器の過剰な所持に対し、周辺市民による抗議運動が巻き起こりつつある状況であった。これに対し、広報部は市民の理解を得るために、毎月のようにイベントを行い、見学者の受け入れなどで市民との交流に力を入れていた。主人公は基地見学会ツアーのため民間企業から仕事として基地に訪れていたが、その案内の最中に突如として現れた巨大な宇宙船団からなる「プライマー」が世界各地に攻撃を開始した。
かろうじて基地にいた軍曹たちに保護された主人公も、武器を手に取り戦いに臨むこととなる。

## 兵科
レンジャー（Ranger）
精鋭歩兵。EDFの主力となる陸戦歩兵部隊の総称。アサルトライフルやロケットランチャーなどを扱う攻守に長けた兵科。火器の扱いに長けた戦闘のエキスパートで様々な銃火器を使いこなす。
本作では新たに機動力を補いアイテム回収範囲を広げる「ダッシュ」が可能となった。
また、新たな装備として主武器とは別の「補助装備」が装備可能となり、プロテクターやリキッドアーマーにより機動力の向上や被弾時の速度低下を抑える、回収範囲を広げる、ロックオン能力を補強するなど、能力を引き上げる。ビークルの支援要請も補助装備の一部として実装され、エアレイダーなしでも戦車やバイクが使えるようになった。
入隊前は基地を訪れた主人公を案内してくれる先輩と同じ警備会社の警備員、当日は見学者の車両誘導を担当する予定だった。
ウイングダイバー（Wing Diver）
降下翼兵。飛行ユニットを装備した女性兵士。プラズマコアによって得られたエネルギーによって飛行や攻撃を可能としている。飛行のために軽量化が徹底されており、男性と比べ体重が軽い女性だけで構成されていたり、弾薬が不要のエネルギーウェポンを装備している。装甲は簡易的でほぼ存在しないためレンジャーなどより耐久力に劣るが、それをカバーして余りある機動力と強力な武器を持つ。
本作では、武器には新たにチャージ式のものが導入され、エネルギータンクへの事前リロード型、攻撃時に直接消費型の3種類に細分化。前者2つは武器に貯蔵されたエネルギー量によって威力などが変動する。
本作では新たに一瞬だけ高速移動できる「ブースト」が使用可能となった。様々なプラズマコア（補助装備）によりエネルギーチャージ速度や容量、飛行性能を変動させることができる。
入隊前は基地で行われる広報イベントの一環で飛行ショーを行う女性飛行ダンサー。
エアレイダー（Air Raider）
空爆誘導兵。空爆要請やビークルの投下要請を行える兵科。テロリストとの市街戦において、市街戦や乱戦では効果的な航空支援がおこなえず、戦闘の度に多数の死傷者を出すこととなった。そのため、歩兵に随行し必要なタイミングで効果的に空爆を要請するスペシャリストが必要となったため編成された。歩兵ながらも空軍や砲兵に攻撃を指示する権限を持ち、最前線から攻撃機や砲兵、輸送機などと連携をとることができる。
本作では一部支援要請が時間リロードに変更され、空爆の方向指定が可能になった。レンジャーと違いダッシュは使えないが、武器は3つまで装備できる。ビークルの装備が独立しており、計4つの装備枠となっている。
入隊前は基地のビークルを整備するため訪れていた技術者であるが、入隊前でも支援要請やビークル要請ができるなど、民間人でありながら特別な権限を持つ。
フェンサー（Fencer）
二刀装甲兵。軍が開発したパワードスケルトンと呼ばれる強化外骨格を装着した兵士。1トン以上の物体を軽々と持ち上げるパワーがあり、通常の歩兵では携帯不可能な重装備の携帯が可能である。歩行速度は鈍重だが、各武器の背部装備であるサイドスラスターやスラスタージャンプを活用することで高い機動力を得る。盾を装備することで正面方向に高い防御力を持つことが可能となる。フェンサーという名称は、フェンサー用の装備として開発されたブラストホールスピアが由来となっている。パワーアシスト装置は民間での研究から始まったが、高性能の軍事用外骨格が開発されたことにより、その技術を転用することで様々な産業に広く普及していき、物流や土木建築の分野においては、軍用のパワードスケルトンとほぼ同じ構造のものが利用されている。
本作では唯一、同一の武器を2つ以上同時に装備することが可能。
フェンサーも補助装備として、盾のダメージカットや耐久力向上、スラスターダッシュやブーストジャンプの回数増加など、各装備の能力を強化できる特殊装備が2つまで装備可能。
入隊前は基地に貨物運搬の為に訪れた荷役作業員。

## 全地球防衛機構軍（EDF）

### キャラクター
主人公
声 - A 木島隆一、B 小田柿悠太、C 長谷美希
第228駐屯基地に仕事のため訪れていた民間人。民間人でありがならも緊急事態により武装して戦闘に臨むことを余儀なくされるが、卓越した戦闘能力により軍曹たちから入隊を勧められる。その後、5ヶ月を経て晴れてEDFへの入隊を果たし、軍曹たちと共に本格的にプライマーとの戦いに身を投じる。EDFに正式入隊するまでは民間人の服装をしており、EDF入隊後から兵士の服装に変化する。仲間の兵士からは序盤は「民間人」、入隊後は「新入り」、軍曹の部隊、グリムリーパー隊、スプリガン隊と合同した基地奪還作戦中、これらをストームチームというひとつの部隊にまとめることになり、「ストーム1」のコードネームで呼ばれるようになる。元民間人らしからぬ戦闘能力の持ち主だが、その理由は次回作『6』で明かされる。
兵科により入隊前の出自が異なる。レンジャーの場合、民間の警備員として基地を訪れていた男性。ウイングダイバーの場合、飛行ショーのため基地に訪れていた飛行ダンサー。エアレイダーの場合、ビークルの修理のためにやってきた技術者。フェンサーの場合、貨物の運搬のためにやってきた作業員となる。
軍曹
声 - 奈良徹
EDF第228駐屯基地に所属するレンジャー隊員。基地へのプライマー襲撃で部隊と共に孤立し、基地を訪れていた主人公に武器を与えて使い方を教え共に脱出する。脱出後は主人公を安全な場所まで送り届けるため、作戦司令本部からの命令を遂行しつつ護衛するが、長引く戦いに加え敵が地球外生命体だと判明したことでそれが不可能だと悟り、主人公にEDFへ入隊して戦うよう促す。主人公の入隊後もたびたび登場し作戦を共にする。開戦から5ヶ月経っても撃墜できていなかったテレポーションシップの弱点を発見したり、コロニストの身体や能力の特徴を観察して対エイリアン戦術を立案したりと、戦況を有利に変えていく発見を続ける優秀な兵士として作戦司令本部などからも一目おかれる存在となっている。コンバットフレームの操縦ライセンスを所持している。最終的に、EMCを小型化した「ブレイザー」を装備して作戦に参加する。
軍曹の部下
声 - A 松本忍、B 田尻浩章、C 岩瀬周平
軍曹と常に行動を共にする兵士たち。
作戦司令本部
声 - 松田健一郎
指揮官。作戦中に主人公や各部隊に指示を出す。言葉の端々に熱血な性格がうかがえ、撤退も適宜命じるなど旧作よりも人命を重んじる姿勢を取るが、それ故にデータ収集を最優先とする戦略情報部と衝突する事もある。また、人類が劣勢に追い込まれるにつれて、絶望的状況でも撤退を許さず戦う事を命じるなど、苦渋の決断を下さざるを得ないケースも見受けられる。一方、少佐の部下が自身の仮説をヒステリックに騒ぎ立てた時は叱りつつも、「希望は必要」「旗艦は存在する可能性は十分あり、それを倒せれば確かに勝機はある」と全否定はしないなど、人格者の面も覗かせる。
戦略情報部 少佐
声 - 慶長佑香
戦略情報部所属の少佐。敵の分析などを担当し、作戦司令本部や主人公に通信を送って来る。前線への情報供給の為にプライマーのデータを収集しているが、良くも悪くも視点が大局的で一般的な感覚とはズレている一面があり、データ収集を重視し過ぎる余り戦場の状況を鑑みない発言をしたり、心無い発言で作戦指令本部との軋轢を生んでしまう事も。プライマーとの戦いの中で突出した戦果を挙げる主人公の戦い振りに関心を持ち、その行動を分析する為に自身の部下を主人公に付ける。オンライン専用ミッションの無線の中で「自分はAIだ」という趣旨の発言をしたが、その後冗談だと言っている（作戦指令本部は実際に顔を合わせた事は無いらしく、「冗談です」と言われるまで真に受けていた）。
戦略情報部 少佐の部下
声 - 加隈亜衣
戦略情報部の成員で少佐の部下。少佐の指示で主人公の補佐を担当する。オペレーターとして様々なミッションで主人公をサポートするも、ミッションに遅刻してきたり深夜の作戦中に居眠りをするなど軍人として自覚に欠けた面があり、また前作のオペレーターのように感情の起伏も激しく、早計な作戦終了報告をしたり目先の戦況に一喜一憂するなど未熟な面も多々見受けられる。バルガ関連のミッションでは興奮した様子でオペレートを行っていた。終盤にはプライマーによって人類が追い詰められていく状況に憔悴し、独自の見解でプライマーの旗艦「卵型の船」の存在とそれを撃破すれば勝てるという説を訴えるが、危機感のあまり自分の予想（願望）がさも真実であるかのように騒ぎ立てるようになり、本部に叱られる。しかし最終決戦で襲来したコマンドシップが「卵型の船」だったことと銀の人の死によってプライマーが撤退したことにより、結果論ではあるが彼女の予想は的中し、戦いは人類の勝利に終わる。
EDF総司令官
声 - 楠見尚己
EDFの総司令官。プライマーとの戦闘が始まったことを宣言し、たびたび兵士たちを鼓舞する。戦争後期にはプライマーによってEDF総司令部を襲撃され、全EDF兵士を鼓舞するメッセージを放送し、あとを後任の司令官に任せ戦死した。
グリムリーパー隊長
声 - 間宮康弘
グリムリーパー隊の隊長。過去の紛争ではコンバットフレーム3機を撃破し英雄と呼ばれたが、その戦いで多くの仲間を失い、死に場所を求めて危険な戦場を渡り歩いている。それ故にどのような絶望的状況の死地でも「これが俺達の仕事だ」と全く動じる事なく立ち向かう。しかし命を軽んじている訳ではなく、過去の経験からか仲間の危機を救う事には執着心のようなものすら見せる。
スプリガン隊長
声 - 池田海咲
スプリガン隊の隊長。精鋭部隊としてのプライドが高い。新人隊員の主人公に対して高飛車な態度を取る。
先輩
声 - 小野塚貴志
第228駐屯基地にやってきた主人公に仕事を教える警備員。強襲してきたプライマーの襲撃によって停電や警報装置の起動に見舞われるが、襲撃を知らない彼は冗談話として一顧だにせず主人公の案内を続ける。扉を開けた途端に侵略生物αに噛まれ死亡した。
国営放送アナウンサー
声 - あべそういち
男性のアナウンサー。「戦局は優位に進んでいる」などの、実際は劣勢でもEDFが優勢であるとする報道を主に流し、EDF新規入隊者に対する一時金システムを紹介する。
民間放送アナウンサー
声 - 女性 中嶋ヒロ
男性と女性の二人がいるが、主に女性が担当する。EDFに懐疑的なスタンスを度々見せており、プライマーとの対話交渉を呼び掛けるなどしている。
政治家
声 - 比嘉久美子
女性政治家。序盤はプライマーとの対話を強く訴え、抗戦するEDFに批判的な姿勢を見せていたが、交渉団の殺害などによってあらゆる交渉の試みは頓挫し、戦局が悪化していく中で降伏論を唱えるようになる。

### 精鋭部隊
本作ではいずれもネームドチームとなっており、最終ステージを除き倒されても待機状態となり、特定の状況で復活する。
軍曹の部隊
軍曹とその3人の部下によって構成される部隊。ただの一兵士たちに過ぎなかったが、開戦直後から多数の作戦に参加し続けて生き残ることに成功する。バルガ奪還作戦の際にコードネームとして「ストーム2」と名付けられる。コマンドシップの撃沈や銀の人の撃破に貢献する。
グリムリーパー（Grim Reaper）
黒色で塗装したパワードスケルトンを装備したフェンサーで構成される部隊。死神部隊の異名を持つ。隊員の全てがブラストホールスピアと専用の部隊章が描かれたシールドを持つ。ブラストホールスピアはパワードスケルトンと同時期に開発され、フェンサーという名称の由来にもなった装備だが、凄まじい破壊力を持つ一方で近距離でしか効果を発揮しないといったリスクもあり、グリムリーパー以外に使用者はほとんどいない。グリムリーパーは厳しい訓練と実戦の中で、ブラストホールスピアを用いた戦術を練り上げていき、サイドスラスターを使って素早く機動し、敵に的を絞らせず接近しブラストホールスピアで粉砕する戦術を構築していった。常に困難な任務に志願し、捨て身の戦術を駆使する彼らを他部隊の兵士たちは死神と恐れるようになった。プライマーとの戦いにおいても戦果を上げ続け、ストームチームの一員として「ストーム3」のコードネームが与えられる。コマンドシップの撃沈や銀の人の撃破に貢献する。
スプリガン（Spriggan）
赤いアーマーで身を包むウイングダイバーの精鋭部隊。序盤の夜間奇襲作戦で主人公と一時的に共同作戦を展開し、バルガ奪還作戦の際に再び行動を共にすることになる。グリムリーパー副隊長との対立を見かねた作戦司令本部によってストームチームとしてひとつの部隊に併合され「ストーム4」のコードネームが与えられた。コマンドシップの撃沈や銀の人の撃破に貢献する。

### 搭乗兵器
今作では一部の搭乗兵器に燃料の概念が追加され、燃料切れになると自走（飛行）不能になる。また、燃料切れ直前には警告音が繰り返し鳴る。
ブラッカー（Blacker）
EDFの主力戦車。前作の「E551ギガンテス」に相当。搭乗員1名。市街戦を想定してやや小型に作られており、市街地の幹線道路や細い路地も自在に走行することができる。火力や防御力は従来の戦闘車両に劣らない。成形炸薬弾が発射可能なE型と、徹甲弾が発射可能なA型に分かれる。
エアレイダーはほとんどのバリエーションを要請できるが、レンジャーは初期型と一部のDLC武器のみ要請できる。
イプシロン自走レールガン（Epsilon Self-Propelled Railgun）
電磁投射砲を搭載した装軌式の装甲車両。搭乗員3名。
レールガンから発射される砲弾は高い貫通性能を持っており、物体を貫通して多数の敵にダメージを与えることができる。その一方で、連射はできず榴弾砲のような範囲攻撃力もないという欠点を持っており、それを補うために砲塔の左右にマシンガンを搭載している。主力戦車と同程度の装甲を有するが、車体はレールガンの運搬に特化しているため、運動性では劣る。
B651タイタン（B651 Titan）
全長25mの巨体を持つ重戦車。搭乗員3名。
怪物殲滅を目的として開発された多砲塔戦車で、その強力な武装と怪物の酸にも耐えうる圧倒的な装甲から「動く要塞」とも形容される。しかしその重量から移動速度は遅い。武装は主砲塔に艦砲を短砲身化し転用した「レクイエム砲」を1門を持ち、高威力かつ範囲攻撃で敵を殲滅する。また、主砲塔上部に2つの副砲塔、車体に固定式の機関銃を1門を備えている。また車体側面には射出機を装備しており、バリエーションによって時限グレネードやミサイルを発射できる。
EMC
研究段階の超兵器「原子光線砲」を搭載した大型車両。搭乗員1名。原子光線砲は山を一瞬で消滅させるほどの高圧エネルギーを長時間照射することができる。高い破壊力を持つ一方で消費されるエネルギーや運用費用はトップクラス。実験段階の兵器で、製造コストは1台当たり1億ドルと言われている。エイリアンの金色の装甲を破るため、急造で数十台が製造された。
軽トラック（Light Truck）
民間から徴用した軽トラック。軍事車両ではないので武装は無いが荷台に人を3人まで載せることができる。
武装装甲車両グレイプ（Armored Vehicle Grape）
8輪の高速移動型装輪装甲車。運転席に1名、後部兵員室に3名が搭乗可能。
上部に砲塔が存在しており、バリエーションによって榴弾砲や軽速射砲などを搭載する。なお、砲塔を真後ろに向けることはできない。
キャリバン装甲救護車両（Caliban Support Vehicle）
兵士の治療を目的とした装軌式の救護車両。運転席に1名で、武装は持たない。
部治療室に3名まで搭乗可能で、治療室に搭乗している間は一定数まで体力の回復が可能。砲弾飛び交う戦場での運用を想定しており、車体は厚い装甲に守られている。
ネグリング自走ミサイル（Naegling Self-Propelled Missile Launcher）
ミサイルを搭載した装軌式の自走ミサイル砲。搭乗員1名。最大10体の敵を同時にロックオン可能としている。
フリージャー（Free Bike / Freeger）
迅速性を要する任務を想定して作られた軍用オートバイ。前作の「SDL1」、「SDL2」に相当。搭乗員1名。
戦場での運用を前提としており車体全体を装甲で保護している。悪路を踏破するためのパワーを備えている。車体の左右には固定式の軽機関銃を搭載している。一部派生形はミサイルを発射する。
N9エウロス（N9 Eros）
EDFの主力武装ヘリコプター。前作の「EF24バゼラート」に相当。搭乗員1名。スタブウイングの端には機関砲やバルチャーレーザー砲を装備し、翼下にはミサイルやナパーム弾を装備する。ヘリコプター系の中で最も運動性に優れる。
エアレイダーはすべてのバリエーションを要請できるが、レンジャーは初期型のみしか要請できない。
EF31ネレイド（EF31 Nereid）
対地制圧ヘリコプター。搭乗員1名。
武装は機体前方下部に自動捕捉オートキャノン、翼下にはロケット砲を搭載している。自動捕捉オートキャノンは下方向の敵を自動で捕捉し攻撃できるが、上方の敵には対応できない欠点がある。自動捕捉オートキャノンを自動捕捉ブレイズガンに、ロケット砲を無誘導爆弾に換装したファイアーネレイドも存在する。
レンジャーは全てのバリエーションを要請できる。
HU04ブルート（HU04 Brute）
大口径砲を搭載した大型武装ヘリコプター。搭乗員3名で、内1名が操縦席、2名が左右の機銃台に搭乗可能。
コンバットフレーム ニクス（Powered Exoskeleton Nix）
テロリストとの市街戦を想定して開発された搭乗式の強化外骨格。搭乗員1名。兵士の全身を包み込むように保護しており、爆弾などの危険から守りつつ人間同様に活動することができる。背部にはスラスターを装備しており、短時間なら飛行可能。両腕にそれぞれマシンガンとロケット砲を装備した「A型」や、リボルバーカノンとミサイルを2基ずつを装備し、EDFが保有するニクスの9割を占める「B型」が存在している。他にも様々なバリエーションが存在しており、コンバットバーナーと散弾砲を装備した軽量型の「レッド系」や重武装の「キャノン系」、時限グレネードやエクスプロージョンを装備した「グレネーダー系」、B型から派生した「ミサイルガン系」などがある。
デプスクロウラー（Depth Crawler）
地底戦用歩行タンク。搭乗員1名。
4つのフックアームにより地形に貼りつく能力を有し、踏破性能は非常に高く、悪路や壁面、天井すら移動できる。フックアームを伸ばして跳躍後に壁面や天井に飛び移るといった立体的な行動が可能なため、地上でも高い性能を発揮できる。大型ライトを搭載しており、暗闇を照らすことができる。
BMX10プロテウス（BMX10 Proteus）
巨大人型バトルマシン。搭乗員4名。陸上戦におけるEDFの切り札ともいえる兵器。全身に特殊な装甲板を持ち、防御力は戦車を大きく上回る。運動性能は低いが搭載武装の破壊力は高く、また大量の弾薬を積載しているため戦闘継続能力にも優れている。その戦闘力から「歩く要塞」と呼ばれている。
ギガンティック・アンローダー バルガ（Gigantic Unloader Barga）
人型巨大クレーン。全長47m。架橋作業などを想定して政府主導で開発されていたが、運用において安全面やコスト面で問題が発生したため、EDFに譲渡された。以後は倉庫に保管されていたが、アーケルスを駆除するための質量兵器としてその価値が見出され、228基地の地下に存在する機体が精鋭部隊により奪還され、怪生物駆除のために再調整された。軍事用に開発されたものではないが、安全装置プログラムを解除することで兵器への転用使用が可能となった。
攻撃用の軍事的な武装は持たず、堅牢な装甲を利にした腕や足を振り回す物理的な攻撃を繰り出す。胸部に「安全第一」と書かれた「初期型」や耐久性向上を目指した「G型」が存在していたが、アーケルスの撃破成功後は怪生物駆除用にさらなる改良が加えられ、胸部にEDFのエンブレムが付いた「ウォーバルガ」が開発された。

### 支援兵器・部隊
主にエアレイダーの要請で動く部隊。指定場所に空爆の実施やミサイルの発射、搭乗兵器の投下などの様々な手助けをしてくれる。
輸送機ノーブル（Transport Aircraft Noble）
小型輸送機。4基のジェットエンジンを搭載しており、エンジンごと傾けることでホバリングを可能としている。ビークル投下要請に従って作戦エリアに飛来し、要請地点上空でホバリングしつつ正確にコンテナを投下する。
戦闘爆撃機KM6（Combat Bomber KM6）
全翼機型の戦闘爆撃機。都市迷彩が施されている。エアレイダーの要請に従って指示されたエリアに対し低空からの機銃掃射を実施する。高速飛行性能を持ったF型も存在する。
戦闘爆撃機カムイ（Combat Bomber Kamuy）
全翼機型の戦闘爆撃機。エアレイダーの要請に従って指示されたエリアに対し無誘導爆弾を用いた空爆を実施する。重爆撃機に比べ爆弾搭載量は少ないが、高速で戦場に飛来することができる。
重爆撃機フォボス（Heavy Bomber Phobos）
全翼機型の爆撃機。エアレイダーの要請に従って指示されたエリアに対し無誘導爆弾を用いた空爆を実施する。
重爆撃機ウェスタ（Heavy Bomber Vesta）
全翼機型の爆撃機。エアレイダーの要請に従って指示されたエリアに対しナパーム弾を用いた空爆を実施する。
DE202
対地攻撃を目的としたガンシップ。戦闘エリアの上空を旋回飛行しており、エアレイダーの要請に従って機関砲やロケット砲、105ミリ速射砲、120ミリ制圧砲、150ミリ砲などで対地攻撃を実施する。
砲兵隊（Artillery Squad）
エアレイダーの要請に従って迫撃砲や榴弾砲、カノン砲による攻撃を行う。
バルジレーザー（Bulge Laser）
エアレイダーがサテライトW1に支援要請すると、指示された地点に向けて衛星軌道上に存在するバルジレーザーを用いてレーザー攻撃を行う。誘導用レーザーの照射地点に向けて衛星からレーザーが照射され続ける。
スプライトフォール（Spritefall）
エアレイダーが「謎の科学者」に支援要請すると、指示された地点へて衛星軌道上に存在するスプライトフォールによるレーザー攻撃を行う。誘導用レーザーの照射地点周辺に向けて衛星からレーザーが連続発射される。
潜水母艦エピメテウス（Submarine Carrier Epimetheus）
パンドラ、セイレーンと並んで人類の切り札と呼ばれる3隻の潜水母艦の内のひとつ。エアレイダーの要請に従って海上へ浮上し、指示された地点に向けて巡航ミサイルを発射し再び潜航する。プライマーの攻撃でパンドラとセイレーンは撃沈されてしまうが、エピメテウスは終戦まで生き残ることに成功する。
バレンランド（Barren Land）
秘匿された場所に存在する軍事基地。エアレイダーの要請に従って指示された地点に向けてテンペストミサイルを発射する。

## プライマー
2022年に地球を襲撃した異星文明の総称。従来と異なり、侵略用兵器や使役する生命体のみならず、文明を構成する異星人そのものが自ら戦場へと姿を見せる。その目的は地球環境の除染で、地球を人類が存在する以前の状態に戻し、且つ人類を掃討することで自分達が居住できる環境へと作り替えようとしているのではないかと作中で推測される。従来のインベーダーやフォーリナーに比べても急激な速度で人類を蹂躙していくが、その理由および人類を攻撃した本当の目的、その起源は次回作『6』で明かされる。

### 怪物
侵略性外来生物α（Aggressive Alien Species α）
クロオオアリに酷似した怪物。略称は「侵略生物α（AASα）」。在来生物への高い攻撃性が確認されている。全長約11m。その巨体にもかかわらず動きは俊敏である。垂直の壁をも登ることが可能で、複雑な地形も難なく踏破する。攻撃の際には顎による噛みつきと腹部から発射可能な強酸を用いる。酸は100mほど先の距離まで放出され、金属を数秒で融解する。強酸は体内で生成されているが、通常の体液からは酸性や毒性は検出されていない。弾が命中した際に体液が飛び散るが、それを浴びることによる危険性はないと見られており、駆除にあたった者が体液を浴びた事例があるが体調の異常は報告されていない。顎を使った攻撃は最初期でしか見られず、ほとんどは強酸を使った攻撃を主としている。数多くの亜種が存在しており、金色の甲殻に包まれて強力な強酸を放つ「戦甲変異種」や、赤く硬い甲殻を持ち顎による攻撃のみを行う「赤色種」、赤色種が更に強力になった「赤装変異種」、コンクリートやプラスチックを食べて繁殖し、高速で移動する特徴を持つ緑色系の「強食性侵略生物」や「強食幼兵態」が存在する。
マザーモンスター（Mother Monster）
侵略生物αの女王で産卵を担う個体。全長50m以上。腹部から強酸を霧のように放ち広範囲を攻撃することができる。金色の甲殻を持ちより強力な酸を放つ亜種も存在する。なお、羽を持つが飛行能力は無い。
侵略性外来生物β（Aggressive Alien Species β）
ハエトリグモに酷似した怪物。略称は「侵略生物β（AASβ）」。跳躍能力を持ち、酸を含んだ糸を吐いて攻撃する。ワイヤーのような鋭利な糸を放ち、堅固な身体を持つ「鋼体変異種」という亜種が存在する。
キング（King）
侵略生物βの巨大な個体。全長約50m。EDFによってキングと命名され優先駆除対象に指定された。巨体でありながら敏捷さと高い跳躍力を持つ。β型同様に強酸を含んだ糸を吐きだすが、射程は非常に長くβ型の数倍の距離まで投射する。また、複数の太い糸を投射するため、攻撃力はかなり高い。より堅固な身体を持つ銀色の亜種も存在する。
侵略性外来生物γ（Aggressive Alien Species γ）
ダンゴムシに酷似した怪物。略称は「侵略生物γ（AASγ）」。身体を丸めて転がって突進し、硬い甲殻をもって相手を踏みつぶす。
「2」ではローラーロボット・ギリオとして登場していたが、本作ではロボットではなく生物の敵として登場し自爆能力も持たないが、対策しない限り接触するたびに吹き飛ばされてしまう。
飛行型侵略生物（Flying Aggressor）
スズメバチに酷似した怪物。羽で空を飛び、針のような組織を飛ばして攻撃する。南米で最初の個体が確認されてから瞬く間に世界中に拡散した。飛行するため行動範囲が広く生息域を急速に拡大させた。広域が危険にさらされるため、市民への影響も大きい。針のような組織はAFVの装甲を貫くほどの威力がある。交戦した攻撃ヘリ部隊を壊滅させる力を持ち、高い対空戦闘能力を持つ。戦闘能力が向上した赤い亜種が存在する。
クイーン（Queen）
飛行型侵略生物の女王のような存在で、繁殖の要となっている個体。全長約80m。腹部から巨大な針状の物質を射出することが可能で、射程も通常の飛行型をはるかに上回る。EDFはクイーンを撃破することで飛行型の増殖を食い止めることが可能と推測しており、最優先駆除対象に指定している。戦闘能力が向上した赤い亜種が存在しており、「デスクイーン（Death Queen）」と呼ばれている。
アラネア（Aranea）
ジョロウグモに酷似した怪物。怪物は基本的に群れを作って行動するが、アラネアは単独で目撃されることが多い。侵略生物βと違い糸を使って巨大なネット状の巣を構築する特性を持つ。遠距離まで酸を含んだ糸を放ち、目標に命中すると糸を引っ張り自身の巣に引き寄せようとする。
「4」に登場したレタリウスに相当し、能力もほぼ変わっていない。

### 怪生物
エルギヌス（Erginus）
古代の恐竜のような姿をした超巨大生物。無数に運ばれる侵略生物と違い、確認される個体数は僅かなものとなっている。コロニストなどを凌駕する巨体と高い生命力を持ち、その巨体で市街地を蹂躙したり、口から青い電撃を吐き出す。数度に渡って砲撃や爆撃が実施されたが、いずれも致命傷には至らずEMCの投入によって初めて撃破に成功した。
世界観を超えて、前作の「4.1」から引き続き登場した初の怪獣枠である。ただし、前作のエルギヌスとは異なり、通常の青個体が幼体という設定は無くなっており、赤個体/成獣は登場しない。
アーケルス（Archelus）
エルギヌスに次いで確認された超巨大生物。身体は丸く、転がっての攻撃や爆発する岩石状物体を放つ事で周囲を攻撃する。エルギヌスよりさらに個体数は少ないが、エルギヌスを超える高い機動力と戦闘力に加えて、驚異的なまでの生命力と再生能力を持ち、あらゆる攻撃でも傷一つ与える事も叶わない。その凄まじい暴威で以てEDFや人類を苦しめ、「人類最大の敵」とまで呼ばれた。エルギヌスとの生物学的な関係性は不明だが、両者は共生関係にあるらしく、互いを引き寄せる性質がある。さらに他の巨大生物にも惹かれる習性があり、他の巨大生物との戦闘エリアに突然現れるなど、こういった習性も非常に厄介とされている。後に戦略情報部が、巨大クレーンのバルガによる粉砕作戦を立案して実行に移され、同質量の物体による再生能力を上回る程の殴打の連続によりついに撃破される。

### エイリアン
コロニスト（Colonist）
銃器で武装した巨大なヒューマノイド型エイリアン。見た目は二足歩行するカエル。独自の言語で会話、相手の動きに合わせて回避やカバーアクションといった戦術的な行動を取る。攻撃によって四肢が破壊されたとしても一定時間で再生する能力を持つ。頭部が弱点で破壊すると即死する。エーテルガンと呼ばれる武装を装備した「歩兵」、ロングレンジ・キャノンと呼ばれるプラズマ砲を装備した「砲兵」、ラプチャーガンと呼ばれるショットガンを装備した「突撃兵」が存在する。突撃兵はいずれも赤い肌を持つが生物的差異はなく、人類の肌の色の違いのようなものと推測されている。言語を持つとは言え人類と対話する意思は無く、派遣された交渉団を皆殺しにしている。欧州を皮切りに世界各地に降下しコロニーを形成しようとする。外見通り水に強く地球の大気でも呼吸することが可能だが大気汚染に弱く、北京の戦いでは大気汚染によって衰弱しきりEDFが大勝する要因となった。体に身に着けている装備は、調査により通信機や地球環境下での生命維持装置であると同時に脳や身体組織に何らかの影響を与えていることが判明しており、作戦司令本部や情報部少佐は上位支配層と思われる何者かが取り付けた装置と推測している。またクローン生成された可能性も指摘している。ミッションパック購入により追加されるミッションでは、鎧を着込み、より強力な武器で武装した「プロテクテッド・エイリアン」が出現する。
グレイ型宇宙人のデザインに煮詰まっていたアートディレクターの五十嵐雅継がふと思いついてデザインしたのがこのカエル型宇宙人であった。
タッドポウル / 有翼型侵略生物（Tadpole / Winged Flying Aggressor）
腕に飛行翼を持った生物。コロニストの幼生体で、成長するとコロニストのような二足歩行形態へ変態すると推測されている。飛行能力を持つ。口から緑色の火炎を放つことが可能で、またその口で対象を噛み付く様子が確認できる。身体が小さく高い飛行速度を持つ緑色の個体や、飛行速度に劣るが身体が大きく高い生命力を持つ紫色の個体が存在する。
「有翼型侵略生物」という呼称は公式サイトのみで見られ、劇中では「有翼型エイリアン」や「タッドポウル（オタマジャクシの意味）」と呼ばれている。
行動パターンは「4」に登場したドラゴンとほぼ同一である。
コスモノーツ（Cosmonaut）
モスクワへの降下を皮切りに世界各地に出現した巨大なグレイ型宇宙人。コロニストと同様に独自の言語を持つが、やはり人類との対話は不可能で交渉の余地は無い。第二次地球降下作戦の主力。金属製の外観から当初は二足歩行ロボットと思われていたが、日本での戦闘で装甲が破壊され内側の姿が晒されたため宇宙人であることが発覚した。コロニストと同様に銃器で武装しており、コロニスト以上に俊敏に行動する。着用しているスーツは宇宙服の一種であり、有害な大気から身を守るためのものだと推測されている。宇宙服は防弾スーツとしても機能しており、EDFの攻撃をある程度防ぐ能力を持つ。実際、攻撃がどんなに高威力だとしても宇宙服越しなら本体にダメージは入らない。エーテルライフルを装備した「歩兵」、ラプチャーガンと呼ばれるショットガンを装備した「突撃兵」、ラスターキャノンと呼ばれる高出力レーザー砲を装備した「狙撃兵」が存在する。さらに宇宙服の上にアーマードスーツを着用した兵士が存在しており、エーテルヘビーガンと呼ばれるガトリング砲を装備した「重武装兵」、レッキング・ランチャーと呼ばれる開閉式発射口を持つ大型火器を装備した「重装炸裂兵」といったタイプが存在する他、名称不明ながら大型火炎放射器を装備したタイプも存在する。宇宙服やアーマーの重量が動作に影響しており、それらが破壊されると動作が俊敏になっていく。ミッションパック購入により追加されるミッションでは、本編では高難易度でかつ一回しか出現しない重装型のラスタークローズキャノン装備タイプが多数出現する。
銀の人（Silver Man）
本作のラストボス。全身が銀色の巨人で、プライマーにとって神とも呼べる存在。インドの神話では「卵型の船から降り立った神」としても語り継がれており、数千年前に人類に文明を授けたとされ、これが事実だとすれば人類にとっても神に等しい存在となる。太古の宇宙船の残骸からプライマーの存在を知った人類はその襲来に備えて地球規模の軍事組織であるEDFを発足するが、それが神たる銀の人の怒りに触れて今回の襲撃が起きたと作中で推測されている。
サイコキネシスを操り、銃器を持たずにビームやプラズマ弾による攻撃を可能としている。また物質転送能力を持ちコスモノーツを召喚したり、隕石を呼び寄せるなど超常的な攻撃を仕掛けてくる。
プライマーの加勢を防ごうと人類側の多大な犠牲の果てに、ストーム1によって撃破される。その存在はプライマーにとって指揮官や王以上であった模様で、既に圧倒的戦力差で人類を駆逐寸前だったにも拘らずその死が知れ渡るや否や、プライマーは即時撤退を決定付け、逃げるように全軍が宇宙へと去っていった。

### ロボット兵器
バトル・ドローン（Battle Drone）
円盤型の無人機。全長約15m。下部に砲台を吊り下げており、ビームをバースト射撃することで攻撃する。発光部分の色によってモードの判別が可能で、青色なら警備モード、赤色なら攻撃モードとなる。攻撃モードの場合、人間を無差別に攻撃する。通常型より重装甲・高機動で、強力な照射型のビーム砲を持つ「レッドカラー・ドローン（Red-Color Drone）」が存在する。また劇中で言及されることはないが、機体色が青い亜種が存在しており、通常型と比べて僅かに耐久が高い。
タイプ2ドローン（Type 2 Drone）
横に長い形状の無人機。全長17m。バトル・ドローンに比べ重装甲で撃墜には高い火力が必要となる。両翼の先端に砲台を備えている。砲弾は範囲攻撃能力を持ち、対地攻撃に特化している。通常型より装甲・武装が大幅に強化された「インペリアルドローン」と呼ばれるタイプが存在する。
ボムシップ
バトル・ドローンを大型化したような形状を持つ無人爆撃機。下部にプラズマ砲を備えており、直下にいる標的に対して爆撃を実施することができる。
ディロイ（Deroy）
三本足の無人戦闘ロボット。長い鎖のような脚を持ち、悪路や障害物を乗り越えて進む。歩行時の高さは通常型で約130m。長い脚部を持つロングタイプや、短い脚部のショートタイプも確認されている。世界中に出現したディロイは、すべてマザーシップから投下されたものだと推測されている。マザーシップは保護カプセルに入ったディロイを大気圏外から投下し、カプセルは火の玉となって落下しディロイを地上へと運ぶ。ディロイの本体にはプラズマ砲を備えており、脚部には多数の砲台が存在する。ミサイル発射砲台を装備した個体も存在しており、EDFはこの個体をB型と呼称している。脚の先端には巨大な針があり、突き刺して直接的な攻撃も行う。ディロイは攻撃対象や地形に合わせ、脚部の長さや武装の換装が可能であると推測されており、このことから本部は「彼らは侵略に慣れている」と予測している。
シールドベアラー（Shield Bearer）
四本足の無人ロボット。全長30m、全高15m。ドーム状に光の壁を作り出す装置を搭載しており、銃弾などの実体弾だけでなくレーザーなどの光学兵器も遮断する。武装は搭載しておらず、これ自体に攻撃能力はない。プライマーの攻撃だけを通す球形のバリアを展開し、EDF側の攻撃を防ぐ。オーストラリアで最初に確認され、フェンサー部隊の突撃により「壁に接触した物体が脅威であるかどうか」を判別して通過させるかどうかを決定していることが判明した。銃弾の類ではない歩兵は脅威とは認識されないため、歩兵がバリアの内部に入ることでシールドベアラーを破壊することが可能となる。
テレポーション・アンカー（Teleport Anchor）
マザーシップから地上に向けて投下される塔のような形をした装置。上部の転送装置からプライマーを転送する。転送装置部分を破壊することでアンカー全体を崩壊させることができる。通常型と比べて巨大で複数種を転送可能なビッグアンカー（Big Anchor）と呼ばれるタイプや、更に巨大でマザーモンスターやキングといった巨大な個体を転送可能なタイプ、小型で地中でも運用可能なタイプが存在する。
テレポーション・シップ（Teleportation Ship）
怪物の投下を担う輸送船。船体後方の船底部分のハッチ内部にある赤い転送装置から怪物を投下する。バリアのようなもので覆われた金色の装甲で守られており、戦争初期の時点では戦術核兵器でしか撃沈できなかった。その後、赤い転送装置が弱点であることが判明し、日本での撃墜例が出てから世界各地で撃墜されていった。戦争後期にはフーリガン砲の開発により金色の装甲越しにも撃墜することが可能となった。数千年前に何らかの理由でインドに墜落しており、ヴィマナと呼ばれインド神話にその姿が書き残されていた。17年前にこのヴィマナがインドの山中から発見され、地球外生命体の存在を知った人々が世界各国の有力者に働きかけ、過剰とも言える戦力を持つEDFが結成された。
ランディング・シップ（Landing Ship）
プライマーの装甲飛行船。最大6体のヒューマノイド型エイリアンを搭乗させることができる。武装は持たない。バリアのようなもので守られており、EDF側の攻撃を受けつけない。大気圏外での目撃例がなく宇宙での航行は不可能と推測されている。
巨大前哨基地（Outpost Base）
空から飛来した巨大建造物。世界の5ヶ所で同時に出現した。市街地に降下しエイリアンの前哨基地として機能している。横幅は約520m（巨大砲塔を含めて約650m）、全高約320m。全周を覆うように砲台で埋め尽くされており、特に高度な対空迎撃システムを持っていることから航空部隊が接近することは困難である。8本の脚部を展開することで歩行することも可能で、移動要塞としても機能する。移動時は立ち上がった状態となるため、本体部分が空中に浮き上がるが、その下部にも多数の砲台が設置されている。脚部を展開した状態の高さは約420mにも及ぶ。本体下面には巨大な転送装置を備えており、怪物やコロニストの投下が可能だが、同時にこの部分が弱点となっている。
マザーシップ（Mothership）
巨大な円盤型宇宙船。全部で10隻が存在しており、EDF側はそれぞれナンバーを振って識別している。船体にはドローンやエイリアンを投下可能なハッチを3つ備え、中央には巨大砲台を備え地上を焼き払うことが可能である。金色の装甲で覆われておりEDF側の攻撃を受け付けない。
コマンドシップ（Command Ship）
戦争終盤に突如現れた11隻目のマザーシップ。当初ナンバー11と呼称されていたが、プライマー側にナンバー11を中核とする動きが見られたことからEDFは何らかの特殊な船であると予測し攻撃を加える。巨大砲台が破壊されると船体を分離し、砲台と防御壁を展開したことから作戦司令本部はナンバー11が敵のコマンドシップであると判断し、攻撃続行を指示した。船体中央の赤い弱点部分に攻撃を加えられたことで撃墜され、船体から現れた銀の人がEDFとの戦いに臨む。

## 販売・DLC
PS4版ではパッケージ版とダウンロード版が発売された。両方ともに早期購入特典としてエアレイダー用武器『コンバットフレーム ニクス ゴールドコート』が付属した。
パッケージ版ではD3P WEB SHOP、GEO、Amazonに店舗特典が設定された。D3P WEB SHOPではドリームクラブとコラボしたA版とB版のどちらかを選択することができた。A版ではレンジャー用の『歌って踊る♪「ピュアデコイ・ランチャー」8種セット』、B版ではエアレイダー用の『歌って踊る♪「ピュアデコイ・ランチャー」8種セット』が付属し、A版とB版でそれぞれデコイ用のキャラクターが異なるものとなった。GEOではウイングダイバー用武器『スターバースト』が付属し、Amazonでは『オリジナルA6クリアファイル』が付属した。
ダウンロード版のプレオーダー特典としてウイングダイバー用武器『ヴォルケイニア・クラッカー』が付属した。また、ゲーム本編に加えてシーズンパスが付属する『地球防衛軍5 デジタルプレミアムエディション』が発売された。
発売と同時に配信されたシーズンパスは『地球防衛軍5特製テーマ for PS4』やシーズンパス限定のレンジャー専用武器『デコイ・ランチャー（ペイルウイング）』に加え、発売と同時に配信された12種のDLC武器、および発売後に制作される予定の2種の大型DLCから構成されている。
大型DLCとして、2018年4月11日には10種類以上の高難易度ミッションと30種類以上の新武器を含んだ『追加ミッションパック1 「エキストラチャレンジ」』が配信され、同年5月17日には10種類以上の超高難易度ミッションと35種類以上の新武器を含んだ『追加ミッションパック2 「スーパーチャレンジ」』が配信された。
Steam版では、PS4版でのDLC武器や特典武器が発売と同時にすべてDLC配信された。2019年7月25日にはエキストラチャレンジ、同年8月8日にはスーパーチャレンジが配信された。
2019年12月19日、PS4版のパッケージ版として『歌って踊る♪「ピュアデコイ・ランチャー」8種セット』のA版とB版のプロダクトコードが同梱された、低価格版の『地球防衛軍5 ドリームバリューセット』が発売された。

## コラボレーション
2018年2月16日、映画『スターシップ・トゥルーパーズ レッドプラネット』とのコラボ企画として同作品と地球防衛軍5を交えたコラボPVが公開された。
2018年7月9日、漫画『宇崎ちゃんは遊びたい！』の第一巻がKADOKAWAから発売された。コミックス発売記念として、同作品の登場人物である宇崎花と桜井真一（桜井真一は音声のみ）が地球防衛軍5をバーチャルYouTuber風に実況プレイする動画がYouTubeとニコニコ動画に投稿された。動画のセーブデータは作者の丈自身のものが使われている。